# 拉绍迪栋比耶夫
栋比耶夫河畔拉绍（法語：La Chaux-du-Dombief）是法国汝拉省的一个市镇，属于圣克洛德区和圣洛朗昂格朗沃县（Saint-Laurent-en-Grandvaux）。该市镇总面积21.65平方公里，2009年时的人口为528人。

## 人口
栋比耶夫河畔拉绍人口变化图示